# Градиск
Градиск (укр. Градиськ) — село в Маневичской поселковой общине Камень-Каширского района Волынской области Украины.
До 2020 года входило в Маневичский район.
Код КОАТУУ — 0723685102. Население по переписи 2001 года составляет 350 человек. Почтовый индекс — 44621. Телефонный код — 3326. Занимает площадь 24,61 км².